# Елга (Ишимбайский район)
Елга (баш. Йылга) — упразднённый хутор на территории современного Ишимбайского района Башкортостана. Входил в состав Верхоторского сельсовета. 

## География
Находился в 40 км к юго-востоку от Ишимбая, в 20 км от центра сельсовета — Верхотора.

## История
Основан в 1930-е годы в Макаровском районе. Существовал до начала 1970-х годов. 

## Население
В 1939 году учтены хутора Большая Елга и Мало-Елга, где насчитывалось 30 и 39 человек соответственно. В 1959 году — 7 человек.